# Edwardsia jonesii
Edwardsia jonesii is een zeeanemonensoort uit de familie Edwardsiidae. De anemoon komt uit het geslacht Edwardsia. Edwardsia jonesii werd in 1969 voor het eerst wetenschappelijk beschreven door Seshaiya & Cuttress. 